# Miconia egregia
Miconia egregia är en tvåhjärtbladig växtart som beskrevs av John Julius Wurdack. Miconia egregia ingår i släktet Miconia och familjen Melastomataceae. Inga underarter finns listade i Catalogue of Life.